# Kotter

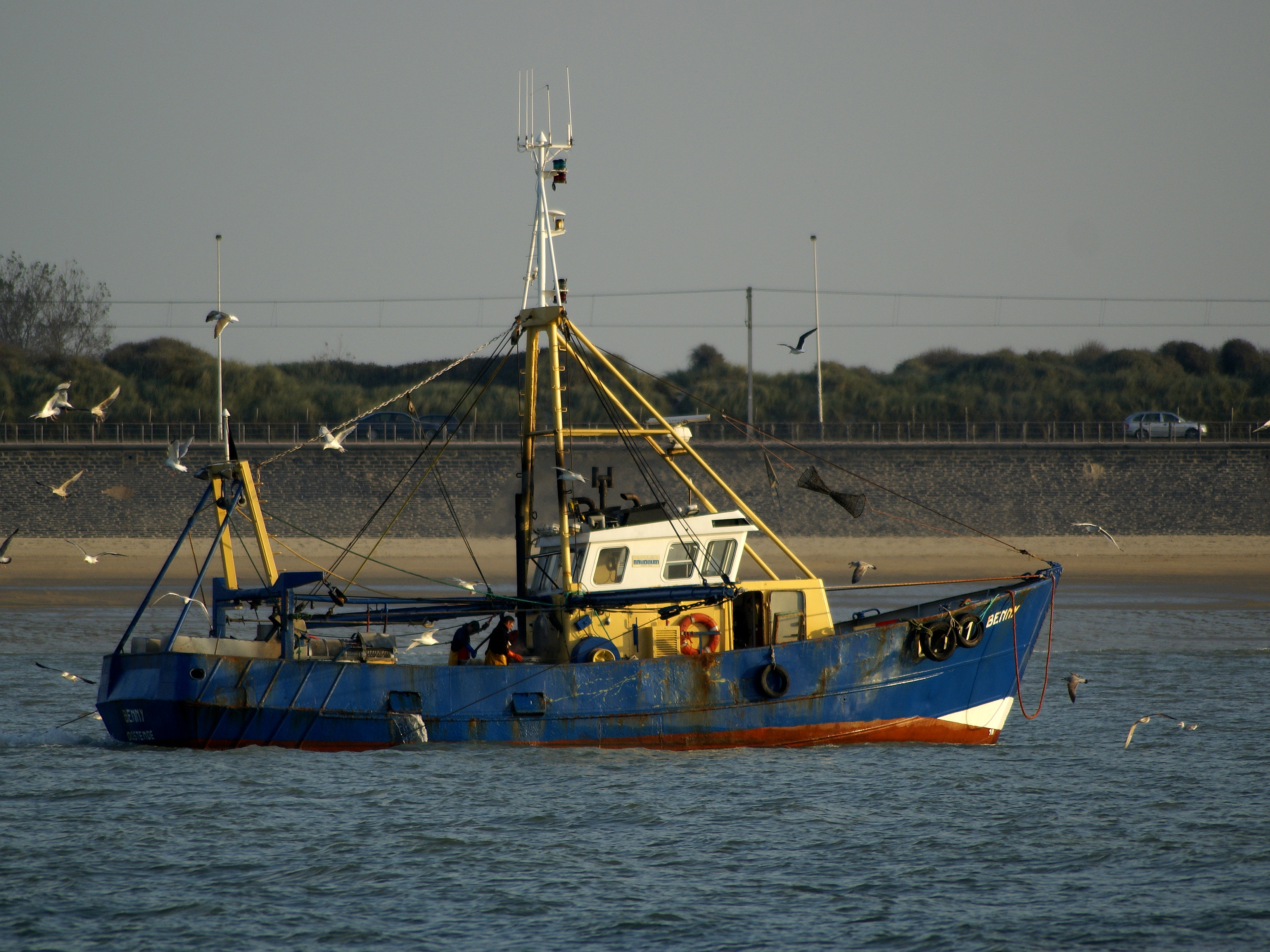
Oostendse garnalenkotter voor Raversijde

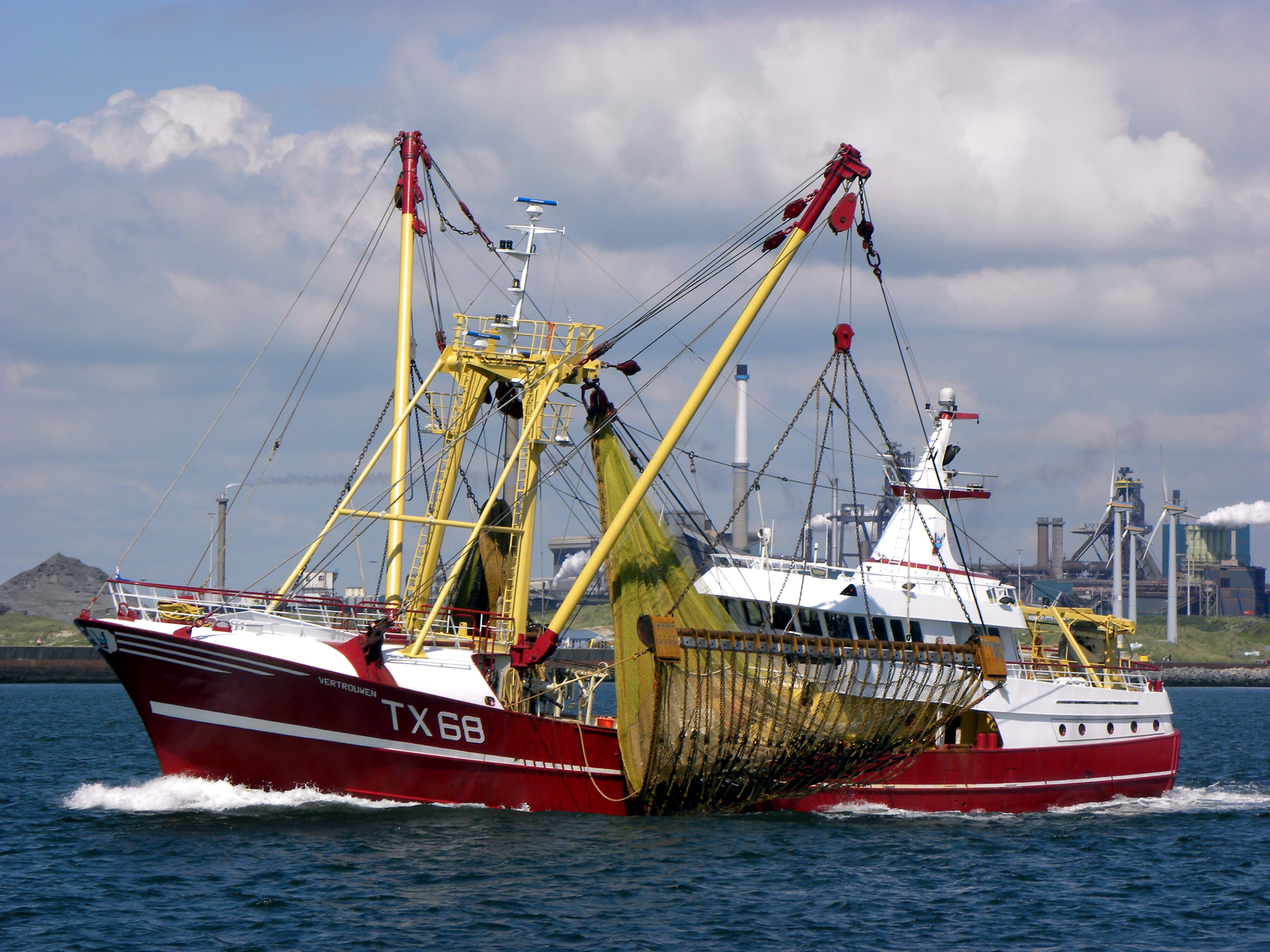
Boomkorkotter vaart haven van IJmuiden uit

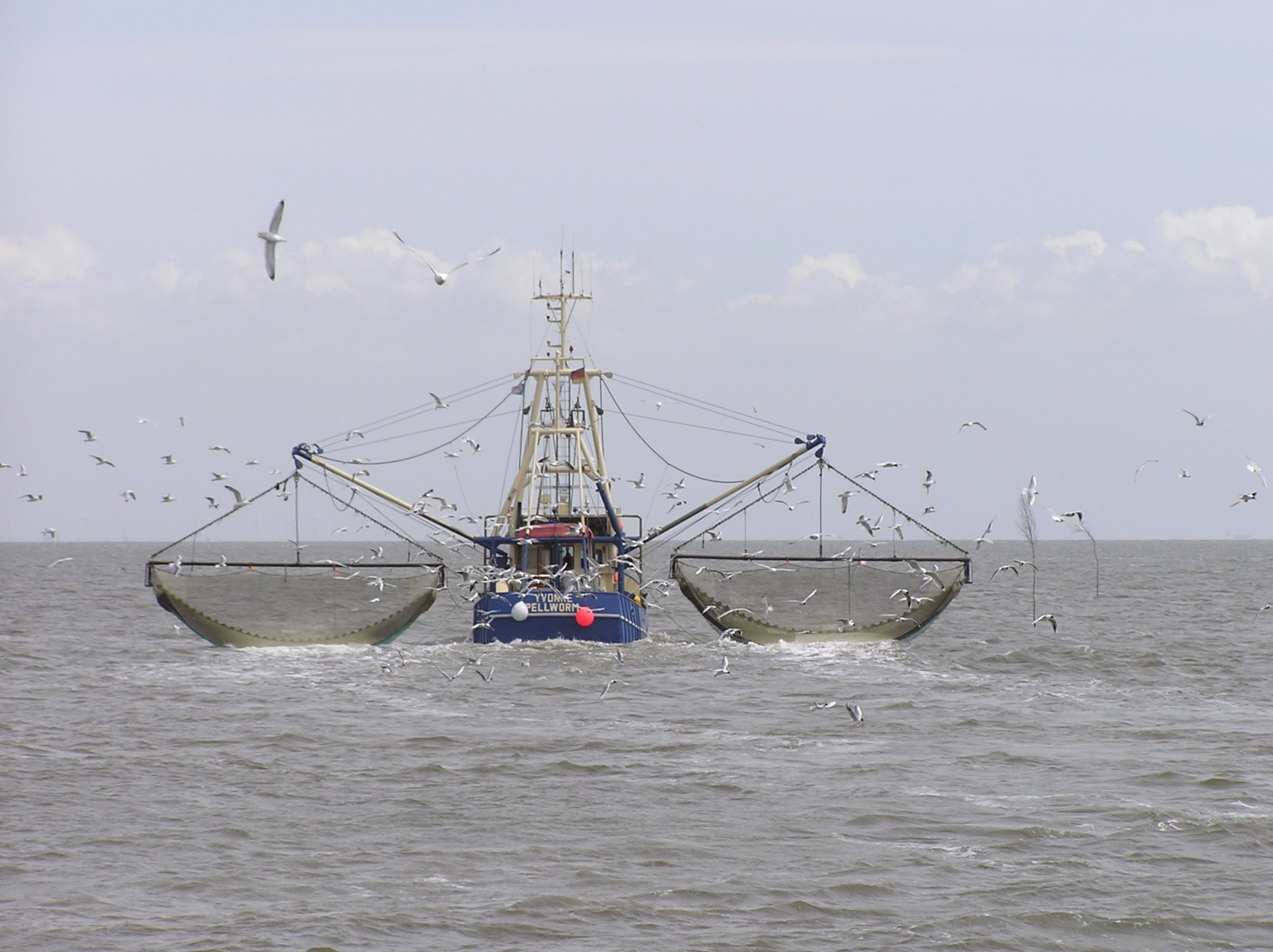
Duitse boomkorkotter met opgehaalde netten

Een kotter is oorspronkelijk een S-spant zeilscheepje, met een lage achtersteven en een mast met daaraan een aantal zeilen.
De moderne kotter, voorzien van een dieselmotor, vindt vooral toepassing in de visserij. Schepen ter visserij voeren een registratienummer, bestaande uit een lettercode, die de thuishaven aangeeft, en een volgnummer. De naam van het schip is minder prominent aanwezig.

## Boomkorkotter
De boomkorkotter is de grootste en meest algemene kotter. Boomkorkotters zijn over het algemeen tussen de 30 en 45,99 meter lang. De reden waarom ze niet langer zijn dan 45,99 meter is dat de schipper anders in het bezit dient te zijn van het diploma Stuurman-Werktuigkundige IV. Dit type kotter was sinds 1970 onderwerp van een motorvermogen-wedloop die doorging tot de regering een maximum instelde van 2000 pk (1471 kW). Deze schepen hebben een groot werkdek midscheeps en veelal een klein achterdek. Kenmerkende onderdelen van boomkorkotters zijn de grote vistuigen en gieken, waarmee de boomkorvisserij wordt uitgeoefend. De doelsoort van dit type schepen en deze visserijmethode is platvis. De schepen zijn vaak uitgerust met de moderne technologische apparatuur op het gebied van navigatie en visopsporing.

## Eurokotter
De Eurokotter is een model kotter dat voor het eerst werd gebouwd in de jaren 80 van de twintigste eeuw. Ze zijn niet langer dan 23,99 meter en hebben een motorvermogen dat niet groter is dan 300 pk (221 kW). Hierdoor mogen zij vis vangen binnen de 12-mijlszone van Nederland (mits onder Nederlandse vlag) en ook binnen het beschermde natuurgebied, de "Scholbox". De toegepaste visserijmethoden zijn voornamelijk boomkorvisserij en de twinrigvisserij.

## Garnalenkotter
De garnalenkotter is uitgerust voor de garnalenvisserij. Deze schepen hebben over het algemeen weinig diepgang, omdat zij dicht onder de kust vissen, tot enkele tientallen meters vanaf het strand, of in de Waddenzee. Ze meten 12 tot 23,99 meter. Vanwege hun bouw zijn deze schepen minder geschikt voor het uitoefenen van andere soorten van visserij.

## Mosselkotter
Mosselkotters hebben een lengte die uiteenloopt van 30 tot 45 meter. Door hun geringe diepgang kunnen deze vaartuigen gemakkelijk de mosselpercelen op het relatief ondiepe wad bereiken.